# Many Rivers to Cross
Many Rivers to Cross è una canzone del cantante giamaicano Jimmy Cliff, pubblicata come singolo nel 1969. Si trova alla posizione 325 della classifica dei 500 migliori brani della storia redatta dalla rivista inglese Rolling Stone.

## Descrizione
Many Rivers to Cross è una canzone fortemente influenzata dal gospel ed è una delle poche in cui Cliff suona un organo elettrico, che, insieme ai cori di sottofondo, serve a rendere ancora più presente questo contaminazione. Il cantante la pubblicò nel suo album del 1969, Jimmy Cliff, prodotto da Leslie Kong e nella colonna sonora del film Più duro è, più forte cade, dove tra l'altro ha recitato come attore nel ruolo di protagonista.
Il pezzo è anche presente nel lungometraggio Rush.

## Cover degli UB40
Una cover della canzone fatta dal gruppo reggae UB40 fu pubblicata come terzo singolo estratto dal loro album Labour of Love e arrivò al numero 16 della classifica inglese e al 48 di quella della Nuova Zelanda.

### Tracce
- UK 7"

1. Many Rivers To Cross – 3:48
2. Food For Thought – 4:40

- 7" (Spagna)

1. Many Rivers To Cross – 3:48
2. Food For Thought – 4:40

- UK 12" maxi-single

1. A1.Many Rivers To Cross (Full Length Version) – 4:35
2. A2.Food For Thought – 4:40
3. B2.Johnny Too Bad (in una versione non presente su Labour Of Love) – 5:28

- 12" (Germania)

1. A1.Many Rivers To Cross (Full Length Version) – 4:27
2. A2.Food For Thought – 4:39
3. B2.Johnny Too Bad – 5:29

### Classifiche
| Classifica (1983)                         | Posizione |
| ----------------------------------------- | --------- |
| Classifica non riconosciuta Nuova Zelanda | 48        |
| Official Singles Chart                    | 16        |

## Cover di Cher

### Classifiche
| Classifica (1993)      | Posizione |
| ---------------------- | --------- |
| Official Singles Chart | 37        |

## Cover di Annie Lennox

### Classifiche
| Classifica (2008)                | Posizione |
| -------------------------------- | --------- |
| Billboard Canadian Singles Chart | 47        |
| U.S.A. Billboard Hot 100         | 80        |

## Altre cover
- Toni Childs, 1989 - pubblicata in Australia nel 1996 (#12)
- Il 4 novembre del 2013 Tessanne Chin fece una cover del pezzo nella quinta stagione del contest televisivo della NBC "The Voice" .[7] Chin was a former backup singer for Jimmy Cliff early in her career.
- Harry Nilsson pubblicò una sua versione del brano nell'album Pussy Cats.
- Oleta Adams fece lo stesso nella sua antologia The Very Best Of.
- Una versione live è stata pubblicata nel disco live Sorrento Moon (I Remember) di Tina Arena.
- Una versione live è stata pubblicata in Live at the Kremlin di Zucchero Fornaciari. Quest'ultimo ha eseguito il brano in duetto con Toni Childs nell'ultima data dell'Oro, Incenso e Birra Tour al Cremlino di Mosca.
- Bryan Adams pubblicò una sua versione del brano nell'album Tracks of My Years.